# 基因组编辑

用於基因組編輯的不同世代的核酸酶，以及用於修改目標DNA的DNA修復途徑。

基因组编辑（英語：genome editing）又称基因组工程、基因编辑，是基因工程的一种，指在活体基因组中进行DNA插入、删除、修改或替换的一项技术。基因组编辑与早期的基因工程技术不同处是在：后者在宿主的基因组中进行随机插入基因物质，而前者则是在特定位置插入基因片段。透過可編程核酸酶進行基因操作所涉及的基本機制，是由限制酶內切核酸酶（FokI 和 Cas）識別目標基因組位點並結合效應DNA結合域（DBD）、目標DNA中的双股DNA断裂（DSB），並透過同源定向重組（HDR）或非同源性末端接合（NHEJ）修復双股DNA断裂。

## 历史
基因組編輯技術始於1990年代，早於目前常見的基於核酸酶的基因編輯平台的出現，但由於編輯效率低下，其應用受到限制。利用工程核酸酶進行基因組編輯，通过三类的人工核酸酶—— 包括锌指核酸酶（ZFNs）、類轉錄活化因子核酸酶（TALEN）和 CRISPR-Cas9 ——进行基因编辑的技术被Nature Methods选为2011年年度技术 。其中，CRISPR-Cas9技术也被Science选为2015年度重要技术突破。
至2015年，除以上三类酶以外，归巢核酸内切酶（meganucleases）也成为基因编辑技术所使用的酶之一。到2017年，已有九类酶可用于基因编辑技术。
基因编辑中使用的核酸酶通过选择性切断DNA上的特异性位点产生双股DNA断裂（DSBs），随后经由非同源性末端接合（NHEJ）或同源重组（HR）修复断裂，在此过程中引入碱基改变。
2019年3月，中国科学家贺建奎声称其通过 CRISPR-Cas9 技术实现了对两名婴儿的 CCR5基因编辑从而使其获得了艾滋病的天生抗性。此做法引起了相关学界的巨大震动和对其的指责，也警示了人们基因编辑技术可能具有的伦理问题，最終贺建奎被中國法院以非法行醫罪被判有期徒刑三年，並處罰金人民幣三百萬元。 
2020年2月，一項美國試驗安全地顯示了 CRISPR基因編輯對3位癌症患者的作用。

## 背景
从1970年开始有了用基因工程作为将新的遗传成分引入生物的方法。 该技术的一个缺点是DNA插入宿主基因组时是随机的，这会损害或改变生物体内的其他基因，因此需要寻找将插入的基因精确地靶向生物基因组内特定位点的方法。 除了减少脱靶效应外，它还可以编辑基因组中的特定序列。 通过将突变靶向特定基因，可以将其用于研究和基因治疗。 通过将一种功能基因插入生物体并靶向其以替代有缺陷的基因，有望治愈某些遗传疾病。

### 基因靶向

#### 同源重组
早期将基因靶向到生物体基因组内特定位点的方法（称为基因靶向）依赖于同源重组（HR）。透過製造含有與目標基因組序列相匹配模板的DNA結構體，細胞內的HR過程就有可能將結構體置於所需位置。在胚胎幹細胞上使用此方法，可發展出目標基因被敲除的轉基因小鼠。也可以敲入基因或改變基因表達模式。马里奥·卡佩奇（Mario Capecchi）、马丁·埃文斯（Martin Evans）、和奥利弗·史密斯（Oliver Smithies）獲得2007年諾貝爾生理學或醫學獎，以表揚他們發現如何利用同源重組，透過胚胎幹細胞在小鼠身上進行基因改造。

### 條件靶向
如果一個重要的基因被敲除，它可能會被證明對生物是致命的。為了研究這些基因的功能，我們使用了位點特異性重組酶 (SSR)。最常見的兩種是Cre-Lox重组和Flp-FRT系統。Cre重組酶是一種透過稱為Lox-P位點的結合序列之間的同源重組來移除DNA的酶。Flip-FRT系統以類似的方式運作，Flip重組酶可辨識FRT序列。將含有重組酶位點的生物與在組織特異性啟動子控制下表達SSR的生物進行雜交，就有可能敲除或開啟某些細胞中的基因。這些技術也被用來移除轉基因動物的標記基因。進一步修改這些系統，研究人員可以只在特定條件下誘導基因重組，允許基因在所需時間或发育階段被敲除或表達。

## 应用
截至2012年，高效的基因組編輯技術已經被開發出來，適用於從植物到動物的多種實驗系統，通常已超越臨床的興趣範圍，逐漸成為研究實驗室的標準實驗策略。最近產生的大鼠、斑馬魚、玉米和煙草ZFN介導的突變體，以及基於TALEN方法的改進，都證明了這些方法的重要性，而且這個名單還在迅速擴大。使用工程化核酸酶進行基因組編輯很可能會對生命科學的許多領域有所貢獻，從研究植物和動物的基因功能到人類的基因治療。舉例來說，合成生物學領域的目標是改造細胞和生物體以執行新奇的功能，而工程化核酸酶能夠增加或移除基因組元素，因而創造出複雜的系統，這將可能使合成生物學領域受惠。此外，基因功能也可以利用具有工程核酸酶的幹細胞來研究。

## 风险、局限和争议
2018年11月，中國双胞胎女孩露露和娜娜诞生，这是世界上第一批经过基因编辑的婴儿。她们的部分基因被编辑以抵御HIV，此事件所涉及的伦理问题在学界和社会引起了巨大争议。2019年12月30日，此事件主謀賀建奎在深圳市南山区人民法院一审公開宣判。贺建奎以非法行医罪被判有期徒刑三年，并处罚金人民币三百万元。

## 諾貝爾獎
2007年，诺贝尔生理学或医学奖授予马里奥·卡佩奇、马丁·埃文斯和奥利弗·史密斯，「以表彰他們發現了利用胚胎幹細胞在小鼠體內引入特定基因修飾的原理」。 
2020年，諾貝爾化學獎授予埃玛纽埃勒·沙尔庞捷（法語：Emmanuelle Marie Charpentier）和珍妮弗·道德纳（英語：Jennifer Anne Doudna），以表彰她們「開發了一種基因組編輯方法」。 